# Sumitomo Chemical Engineering Center Building
Sumitomo Chemical Engineering Center Building (jap. 住友ケミカルエンジニアリングセンタービル) – biurowiec w Chiba, w Japonii. Budynek ukończono w 1993 roku według projektu Nikken Sekkei Ltd. (współtwórcy m.in. Bank of China Tower w Szanghaju). Sięga 139,74 m wysokości i liczy 29 kondygnacji (27 nad i 2 podziemne).